# Gaetano Previati

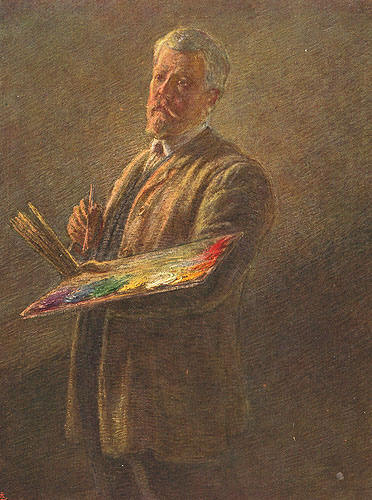
Zelfportret, 1911

Gaetano Previati (in Ferrara, 31 augustus 1852 - Lavagna, 21 juni 1920) was een Italiaans kunstschilder. Hij wordt gerekend tot de stroming van het symbolisme.

## Leven en werk
Previati was de tweede zoon van een meesterbakker. Hij studeerde kunstgeschiedenis aan de Accademia di Belle Arti di Brera in Milaan. Hij werd er lid van de bohème-kunstenaarsbeweging ‘Scapigliatura’. In 1880 startte hij een eigen atelier en richtte zich aanvankelijk vooral op de portretschilderkunst, in een klassiek-realistische stijl. Onder invloed van Giovanni Segantini schakelde hij over op symbolistische thema’s, soms gebruik makend van pointillistische technieken. Vaak schilderde hij mythische of religieuze onderwerpen, later vooral landschappen en stillevens. Hij had succesvolle exposities in Genua en Milaan, maar ook in Parijs (1907) en Londen (1910).
Previati was een vriend van futurist Giacomo Balla en werd na 1910 ook een belangrijk pleitbezorger van deze beweging.
Veel werk van Previati bevindt zich momenteel in de Galleria nazionale d'arte moderna e contemporanea in Rome en het Museo dell'Ottocento in Ferrara.

## Galerij

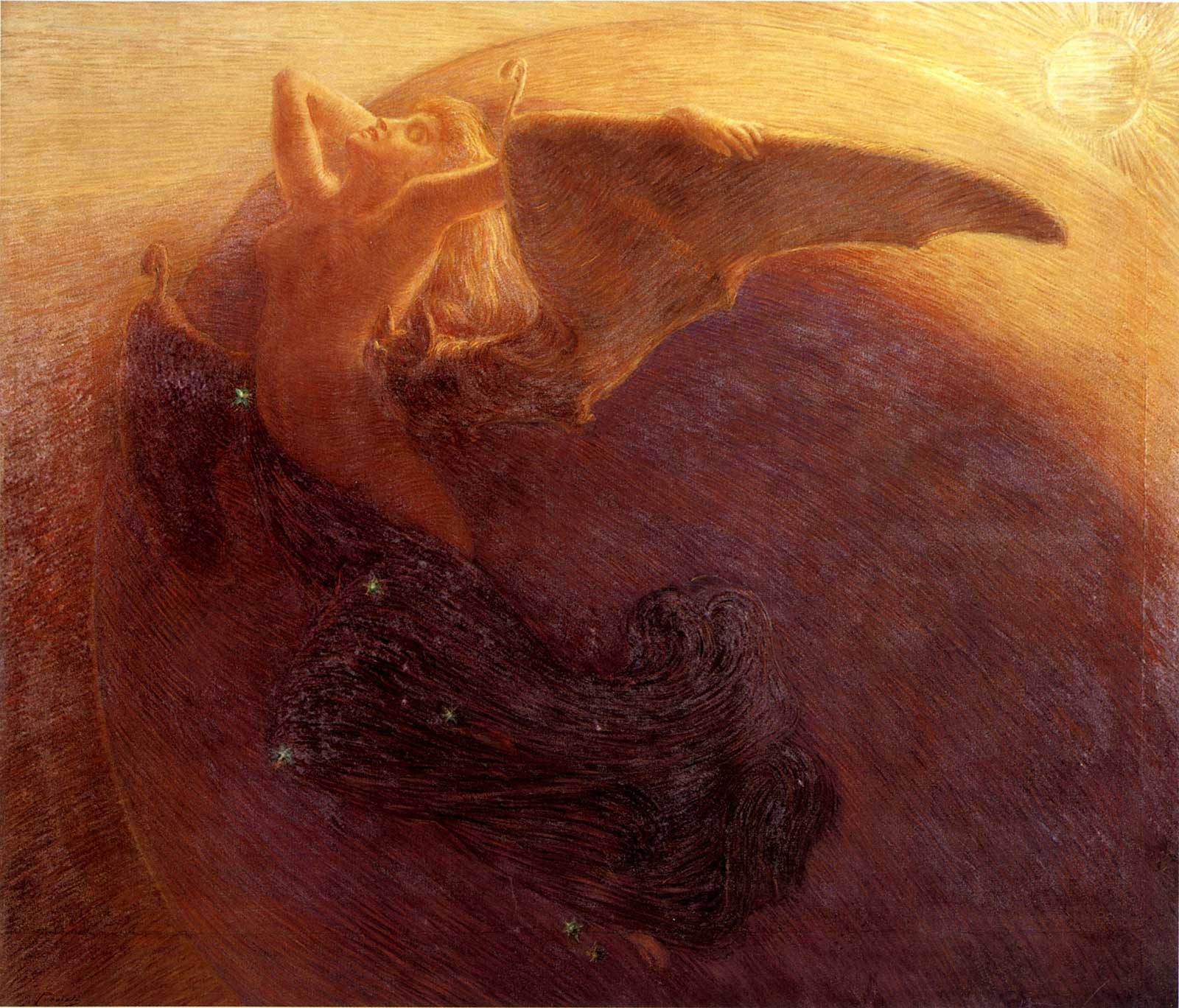
Il giorno sveglia la notte
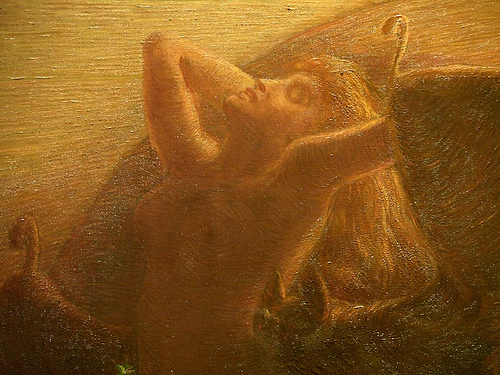
Il giorno sveglia la notte (detail)
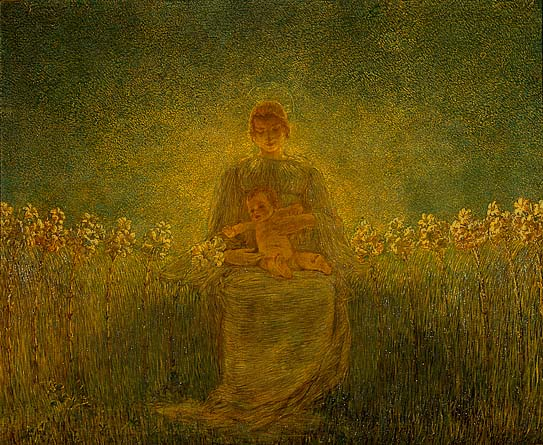
Madonna dei Gigli
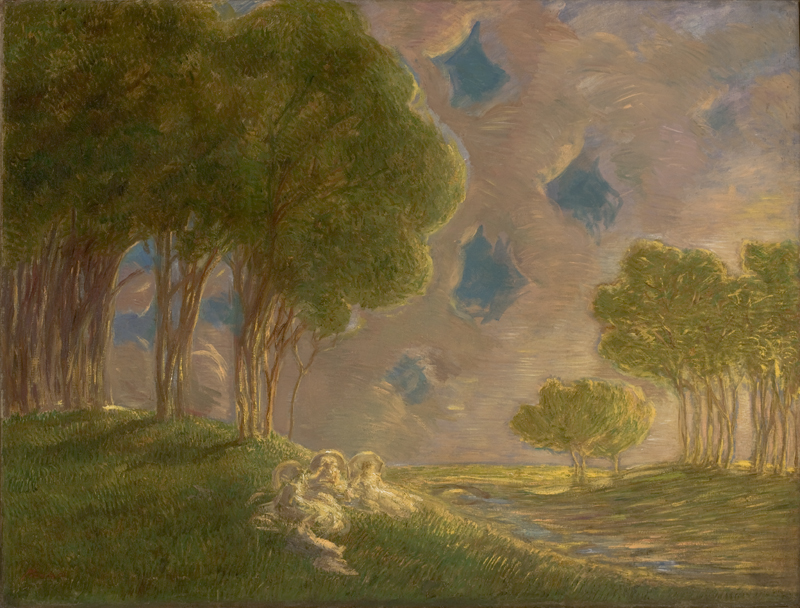
Paisagem
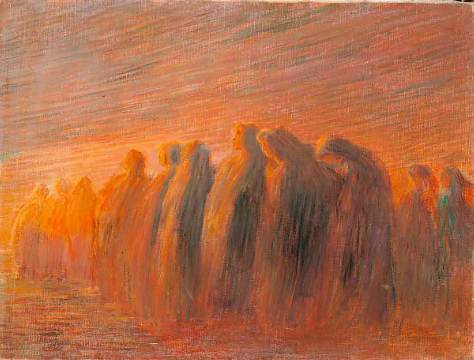
Il Ritorno delle Pie Donne
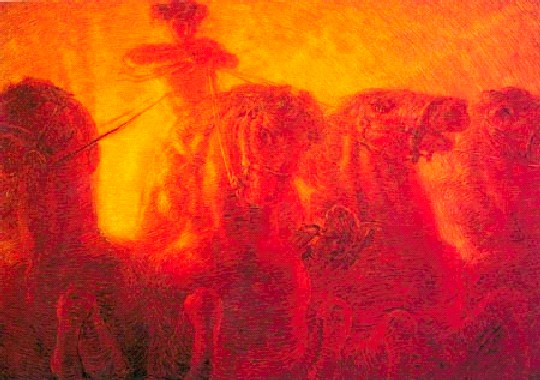
Il carro del sole
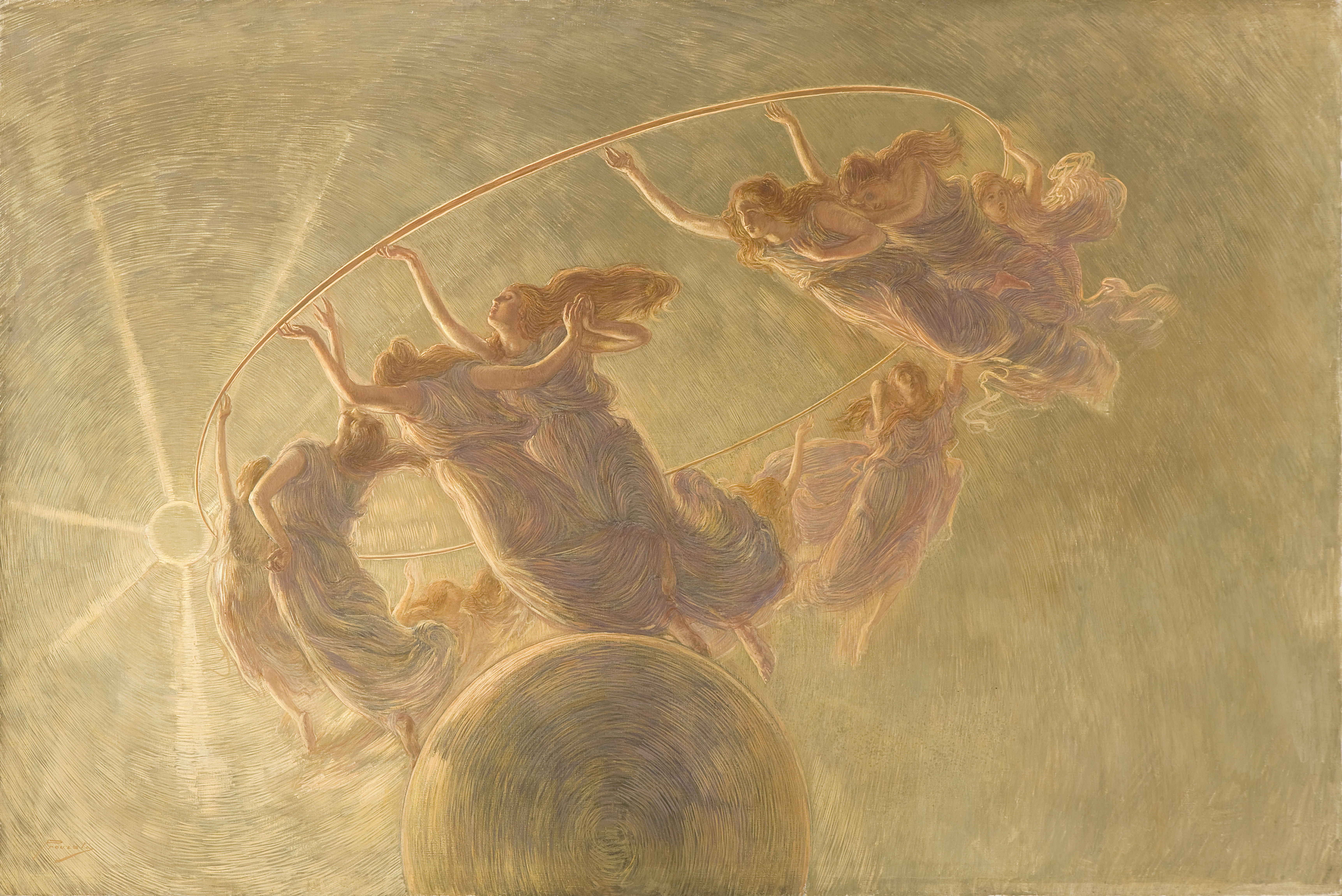
La Danza delle Ore
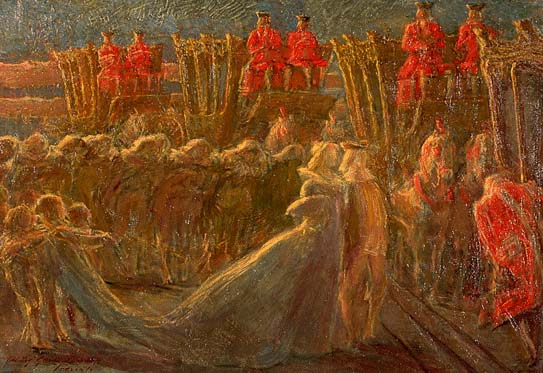
Re Sole
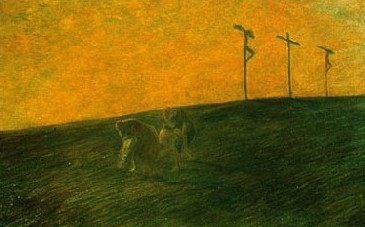
Christ's body purloined
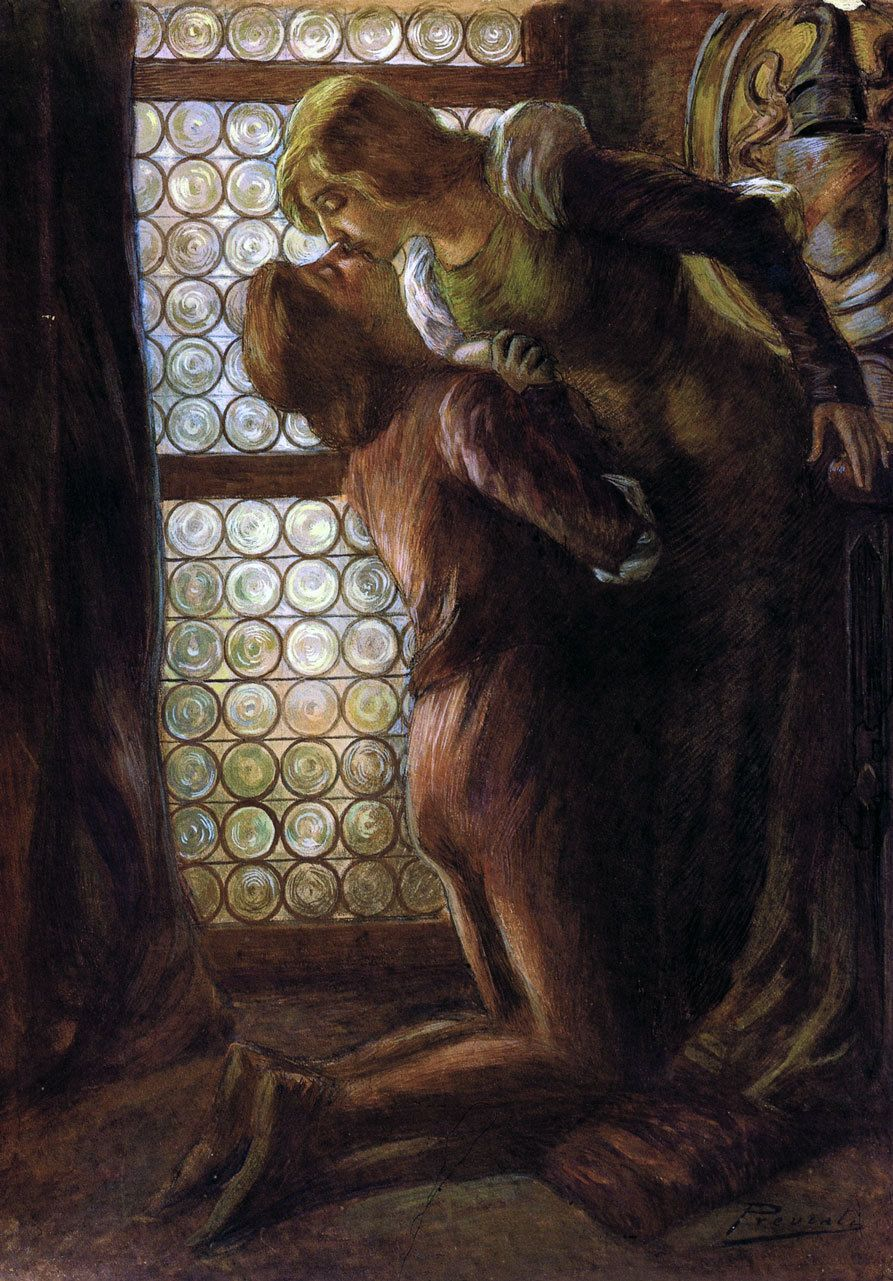
Romeo and Juliet